# Подвежбе (Ґарволінський повіт)
Подвежбе (пол. Podwierzbie) — село в Польщі, у гміні Мацейовиці Ґарволінського повіту Мазовецького воєводства.
Населення — 322 особи (2011).
У 1975—1998 роках село належало до Седлецького воєводства.

## Демографія
Демографічна структура станом на 31 березня 2011 року:
|          | Загалом | Допрацездатний вік | Працездатний вік | Постпрацездатний вік |
| -------- | ------- | ------------------ | ---------------- | -------------------- |
| Чоловіки | 162     | 35                 | 92               | 35                   |
| Жінки    | 160     | 32                 | 76               | 52                   |
| Разом    | 322     | 67                 | 168              | 87                   |